# 林子牧
林子牧（1954年—），台北建國中學畢業，台大電機系學士，美國加州理工學院電機碩士，美國加州理工學院電機博士。1987年與王雪紅、陳文琦創立威盛電子（VIA），任資深副總經理，專攻技術研發，與王雪紅、陳文琦構成了威盛集團的「鐵三角」，是台灣IC Design的第一把交椅。

## 外部連結
- 威盛核心管理團隊 林子牧